# Кубок Ліхтенштейну з футболу 2013—2014
Кубок Ліхтенштейну з футболу 2013–2014 — 69-й розіграш кубкового футбольного турніру в Ліхтенштейні. Титул здобув Вадуц.

## Перший раунд
| Команда 1       | Рахунок | Команда 2      |
| --------------- | ------- | -------------- |
| 20 серпня 2013  |         |                |
| Бальцерс III    | 2:1     | Ешен-Маурен II |
| Ешен-Маурен III | 5:2     | Вадуц III      |
| 21 серпня 2013  |         |                |
| Трізенберг II   | 2:4     | Шан Аццуррі    |
| Руггелль II     | 0:2     | Трізен II      |
| Шан II          | 0:4     | Трізен         |
| 28 серпня 2013  |         |                |
| Бальцерс II     | 2:0     | Вадуц (U-23)   |

## Другий раунд
| Команда 1       | Рахунок | Команда 2   |
| --------------- | ------- | ----------- |
| 1 жовтня 2013   |         |             |
| Бальцерс III    | 2:3     | Шан Аццуррі |
| 2 жовтня 2013   |         |             |
| Трізен          | 1:2 дч  | Руггелль    |
| Бальцерс II     | 0:3     | Шан         |
| Ешен-Маурен III | 4:3     | Трізен II   |

## 1/4 фіналу
| Команда 1        | Рахунок | Команда 2   |
| ---------------- | ------- | ----------- |
| 29 жовтня 2013   |         |             |
| Ешен-Маурен III  | 0:1     | Шан Аццуррі |
| 30 жовтня 2013   |         |             |
| Шан              | 0:6     | Вадуц       |
| 5 листопада 2013 |         |             |
| Ешен-Маурен      | 4:1     | Бальцерс    |
| 6 листопада 2013 |         |             |
| Руггелль         | 2:1     | Трізенберг  |

## Півфінали
| Команда 1     | Рахунок | Команда 2   |
| ------------- | ------- | ----------- |
| 8 квітня 2014 |         |             |
| Шан Аццуррі   | 0:5     | Ешен-Маурен |
| 9 квітня 2014 |         |             |
| Руггелль      | 0:8     | Вадуц       |

## Фінал
| 1 травня 2014 18:00 (UTC+2) |

| Вадуц                                                           | 6:0      | Ешен-Маурен |
| --------------------------------------------------------------- | -------- | ----------- |
| Шурф 35' Гаслер 43' Абегглен 60', 68' Кеччіні 80' Кван Рьон 83' | Протокол |             |

| Райнпарк, Вадуц Глядачів: 1 330 Арбітр: Сан Федайї (Швейцарія) |